# Fælledkrybstjerne
Fælledkrybstjerne (Plagiomnium affine), ofte skrevet fælled-krybstjerne, er et almindeligt mos i grøfter og på græsfælleder. Det videnskabelige navn affine betyder 'nærstående' eller 'beslægtet'.
Fælledkrybstjerne har 5-10 cm lange, nedliggende skud, der i spidsen har rhizoider. De nedløbende blade er 3-5 mm lange, elliptiske med en kraftig nerve, en lille påsat spids og en tandet randsøm. Bladcellerne er arrangeret i skrå rækker. De sjældne fertile skud er oprette til forskel fra de almindelige sterile skud. Fælledkrybstjerne minder meget om raslende krybstjerne (Plagiomnium elatum), mosekrybstjerne (Plagiomnium ellipticum) og stor krybstjerne (Plagiomnium medium). Disse arter, der af nogle har været regnet for varieteter af samme art, bliver sammen med fælledkrybstjerne nogle gange samlet under betegnelsen Plagiomnium affine sensu lato. Raslende krybstjerne har bredere nedløbende blade, hvor også de sterile skud er oprette. Mosekrybstjernes blade løber ikke ned ad stænglen. Den meget sjældne stor krybstjerne har ikke bladceller i tydelige rækker.
Fælledkrybstjerne er blandt de mosser, der har været udsat for forsøg i forhold til modstandsdygtighed overfor frost. De viste sig, at indholdet af sukrose spiller en stor rolle, og at indholdet var større om vinteren end om sommeren, hvorimod alm. kortkapsel (Brachythecium rutabulum) og alm. cypresmos (Hypnum cupressiforme) havde et konstant højt indhold af sukrose.
Fælledkrybstjerne er udbredt i det sydlige Skandinavien og i de bjergrige egne af resten af Europa, vestlige Rusland, Tyrkiet, Kaukasus, Iran og Nordamerika.
|                          |
| Bladceller med grønkorn. |